# Severinghaus-Elektrode
Die Severinghaus-Elektrode ist ein elektrochemischer Sensor zur quantitativen Bestimmung der Konzentration von Kohlenstoffdioxid in einer Lösung (oder auch in Gasen). 

## Messprinzip
Die Severinghaus-Elektrode ist eine pH-Elektrode, der eine Messkammer mit einem Puffer meist aus Natriumhydrogencarbonat NaHCO3 vorgeschaltet ist. Über eine gaspermeable Membran dringt Kohlenstoffdioxid aus dem Messgut entsprechend dem dort herrschenden Partialdruck in die Pufferlösung ein und verschiebt deren Dissoziationsgleichgewicht nach rechts:
{\displaystyle \mathrm {CO_{2}+H_{2}O\ \rightleftharpoons \ H_{2}CO_{3}\rightleftharpoons \ HCO_{3}^{-}+H^{+}} }
Deshalb stellt sich im Puffer nach kurzer Zeit ein pH-Wert ein, der gesetzmäßig von der Konzentration des CO2 außerhalb der Membran abhängt (siehe Kohlensäure).